# Sezer Duru
Sezer Duru (geboren 1942  in Istanbul) ist eine türkische  Übersetzerin.  

## Leben
Sezer Duru ist eine jüngere Schwester des Schriftstellers Demir Özlü. Sie und ihre Schwester Tezer Özlü besuchten das katholische, österreichische St. Georgs-Kolleg in Istanbul. Sie studierte Soziologie und Germanistik. 
Duru war als politische Korrespondentin in der Türkei tätig und drehte Dokumentationen für die deutschen Fernsehsender ARD und ZDF.
Duru übersetzt seit 1962 deutschsprachige Literatur ins Türkische, unter anderem Werke von Thomas Bernhard, Heinrich Böll, Bertolt Brecht, Hans Magnus Enzensberger, Max Frisch, Franz Kafka, Siegfried Lenz, Charles Lewinsky,  Gustav Meyrink und  Joachim Sartorius. Aus dem Türkischen ins Deutsche übersetzte sie Werke von Ferit Edgü, Demir Özlü und Başar Sabuncu.   
Duru war lange Jahre Generalsekretärin des türkischen P.E.N. und gründete 1996 den International Writer and Translator Council „Waves of the Three Seas“ mit Sitz auf der griechischen Insel Rhodos. 2008 erhielt sie den Dekabank-Preis des Frankfurter Literaturhauses. 2014 wurde ihr übersetzerisches Werk mit dem Tarabya-Übersetzerpreis ausgezeichnet. 

## Übersetzungen (Auswahl)
- Ferit Edgü: Ein Winter in Hakkari. Übersetzung aus dem Türkischen Sezer Duru. Zürich : Unionsverlag, 1992